# Alamosa
Alamosa város az USA-ban, Colorado államban, Alamosa megyében, melynek megyeszékhelye. Lakosainak száma 9806 fő (2020. április 1.).

## Népesség
A település népességének változása:

| 2010 | 8 780 |
| 2020 | 9 806 |